# 減七の和音

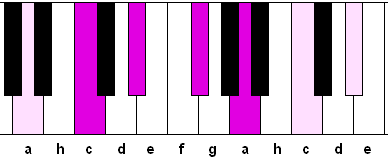
鍵盤に見るCを根音とした減七和音

減七の和音（げんしちのわおん、英: diminished seventh chord、独: Verminderter Septakkord）は、四和音の一種である。属七の和音の根音以外の音をフラットさせたコード。ポピュラー音楽では英語名のディミニッシュ・セブンス・コード、ディミニッシュ・コード、ディミニッシュの完全形とも呼ばれる。

## 基本データ

### 各語での呼称
- 英語: diminished seventh chord （ディミニッシュトゥ・セブンス・コード）

### 構成音
- 根音（R）
- 短三度（m3°）
- 減五度（-5°）（dim5°）
- 減七度（-m7°）（dim7°）

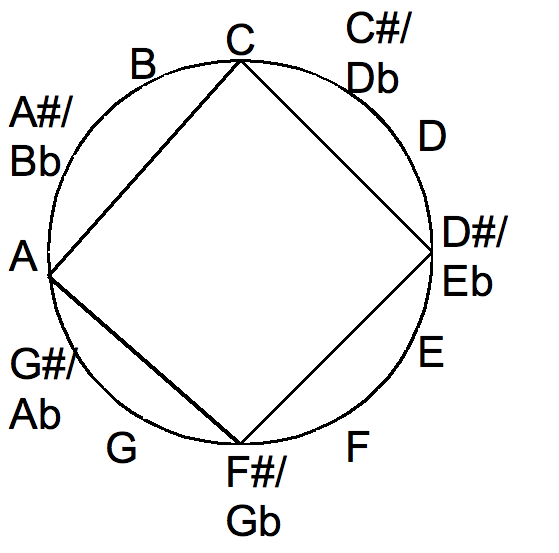
減七和音はオクターヴを短三度（+3半音ずつ）で4等分した形となる

根音と第三音の音程は短三度であるが、第三音と第五音の音程も短三度であり、第五音と第七音の音程も短三度である。さらに第七音と（その上の、最初の根音のオクターブ上の）根音との間は増二度であるがこれは異名同音で読み取れば短三度に等しい。このように、1オクターブ内におかれた4つの音の音程がすべて短三度となる。したがって、平均律では減七和音は3種類しかなく、短三度（増二度）、増四度（減五度）、…上下の減七和音は元の減七和音の転回形と等しい（短三度を四回重ねると完全八度になるため）。1オクターブ分の鍵盤12個を4等分した形。
（注意）dim7 と書いた場合は 7 が「減7度」の意味になる。ルートから数えると「長6度」と同じ音程であり、結果として構成音は厳密に言えば m6♭5 と等価になる。減七の和音の構成音のどれか1つ半音下げると、その下げた音をルートとした属七の和音になる。

### 和音記号
根音をCとすると、コードネーム表示は、
Cdim7　Co7　Cm6(♭5)　C-6(♭5)　Cm(♭7)(♭5)　C-(♭7)(♭5)　Cdim　Co
※本来dimは減三和音の表記であるが、ポピュラー音楽では減七の和音の意味で表記されることがあるので注意する。

## 主な用法
自然な形ではハーモニック・マイナー・スケールの四和音のダイアトニックコードの7番目のコードに現れる。基本的にはドミナント7thの代理としてのコードと経過音としてのパッシングコードの2つの使い方がある。詳しくはダイアトニック・コードを参照。

## 関連記事
- 和音
- 和声
- 減三和音
- 属七の和音
- 減五短七の和音
- ダイアトニック・コード
- ドミナントモーション
- 音階